# 馬棚先難友紀念碑
22°16′22″N 114°11′24″E / 22.272688594732852°N 114.19005936838754°E

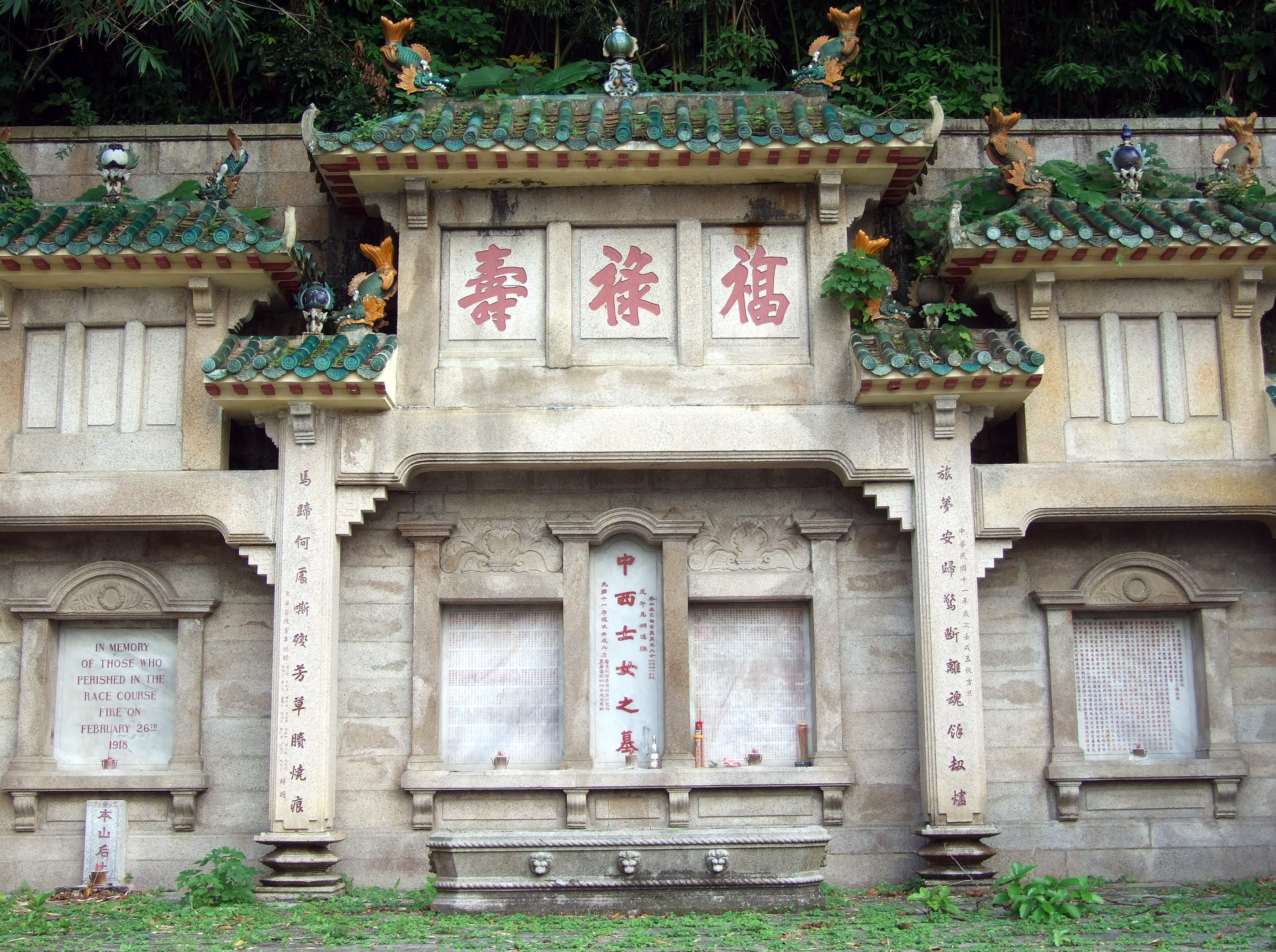
馬棚先難友紀念碑

馬棚先難友紀念碑，又名馬場先難友紀念碑（英語：Race Course Fire Memorial）位於香港掃桿埔加路連山山麓的咖啡園墳場「戊午馬棚遇難中西士女公墓」內，由東華醫院為紀念1918年跑馬地馬場大火遇難者而於1922年建立。紀念碑於2010年1月21日獲確認為一級歷史建築。2015年10月23日，政府宣佈將紀念碑列為法定古蹟並於同日刊憲。紀念碑由東華三院負責管理。

## 歷史
早年跑馬地馬場供非英國人觀賞賽馬的看台是以竹木搭成的「馬棚」，1918年2月26日是香港賽馬「週年大賽」的第二日，馬棚擠滿了觀眾，結果不勝負荷於下午三時左右倒塌，馬棚下的熟食檔遭塌下的棚架打翻，煮食爐火燒著木棚，引起火警，風乘火勢一發不可收拾，不少人因走避不及而被燒死，釀成600多人死亡，成為香港歷史上死傷最嚴重的災難之一。
東華醫院在火災後派員救援和撿拾殘骸，主席唐溢川領導興建公墓作為安葬罹難死者的永遠墳場，獲香港政府撥出掃桿埔加路連山山麓的土地，於1922年8月正式動工，所有死者悉數安葬在咖啡園墳場內的「戊午馬棚遇難中西士女公墓」，並建立馬棚先難友紀念碑作為紀念。1993年墳場進行大型翻新工程，由香港賽馬會撥捐相關工程費用。

## 建築
公墓葬有中、西人士，故此設計亦混合了中、西建築方式和裝飾元素，紀念碑及地台均以花崗石建成。紀念碑以三間四柱的中式牌樓形式興建，牌樓上方書有「福、祿、壽」三字，正中為刻有「戊午馬棚遇難中西士女之墓」的碑石，並列出死難者名字，兩旁設置中、英文碑記〈香港馬棚遇難中西士女墓碑記〉，門樓柱有對聯：「旅夢安歸驚斷離魂餘劫燼；馬蹄何處嘶殘芳草賸燒痕」。此外，紀念碑兩側各有一座八角涼亭及化寶寶塔。

## 位置
經緯度是22° 16′ 21.7″ N，114° 11′ 24.2″ E（22.272688594732852°N，114.19005936838754°E），從香港大球場左側的山路小徑往上走即可到達。

## 圖片集

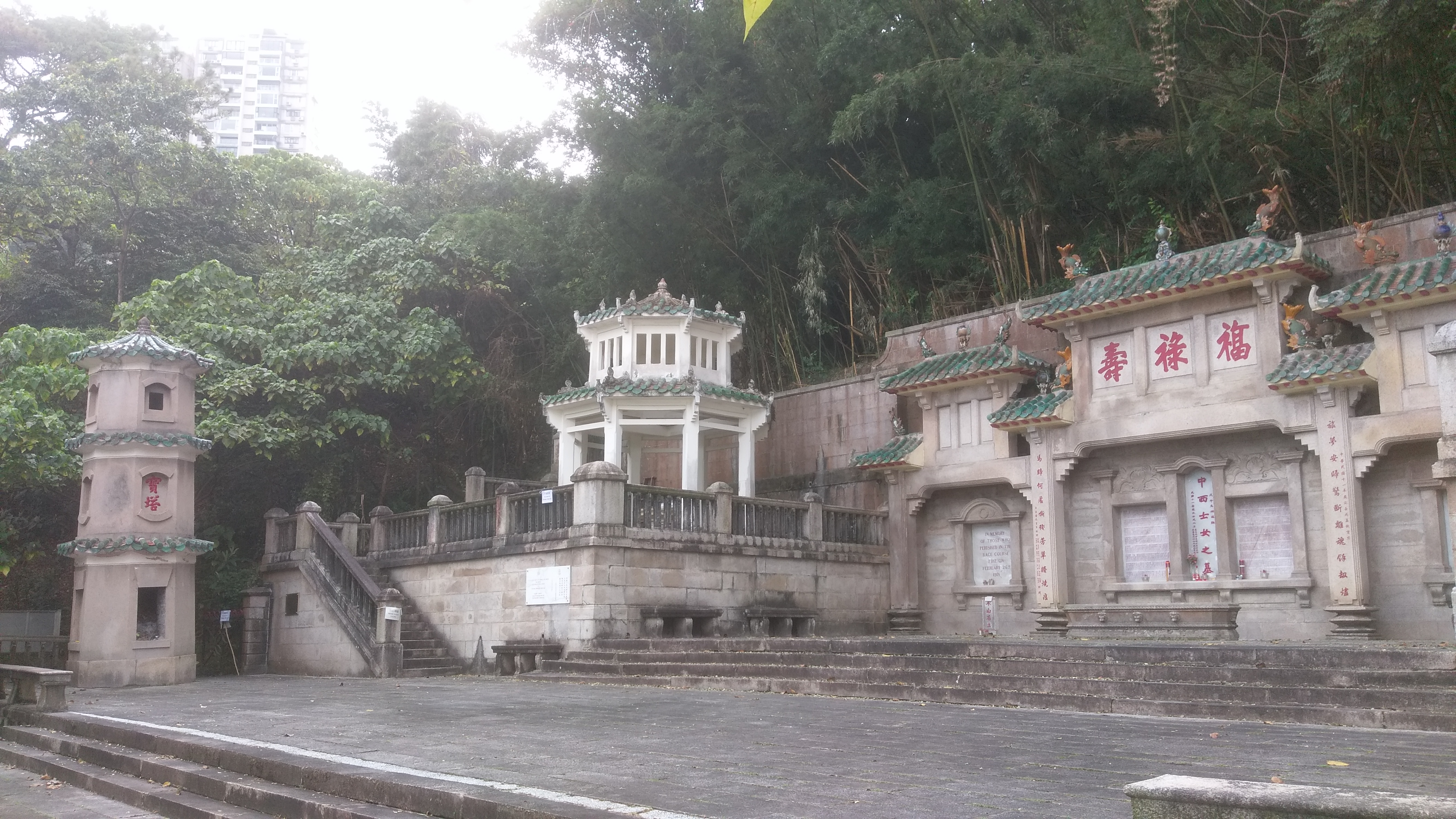
馬棚先難友紀念碑一景
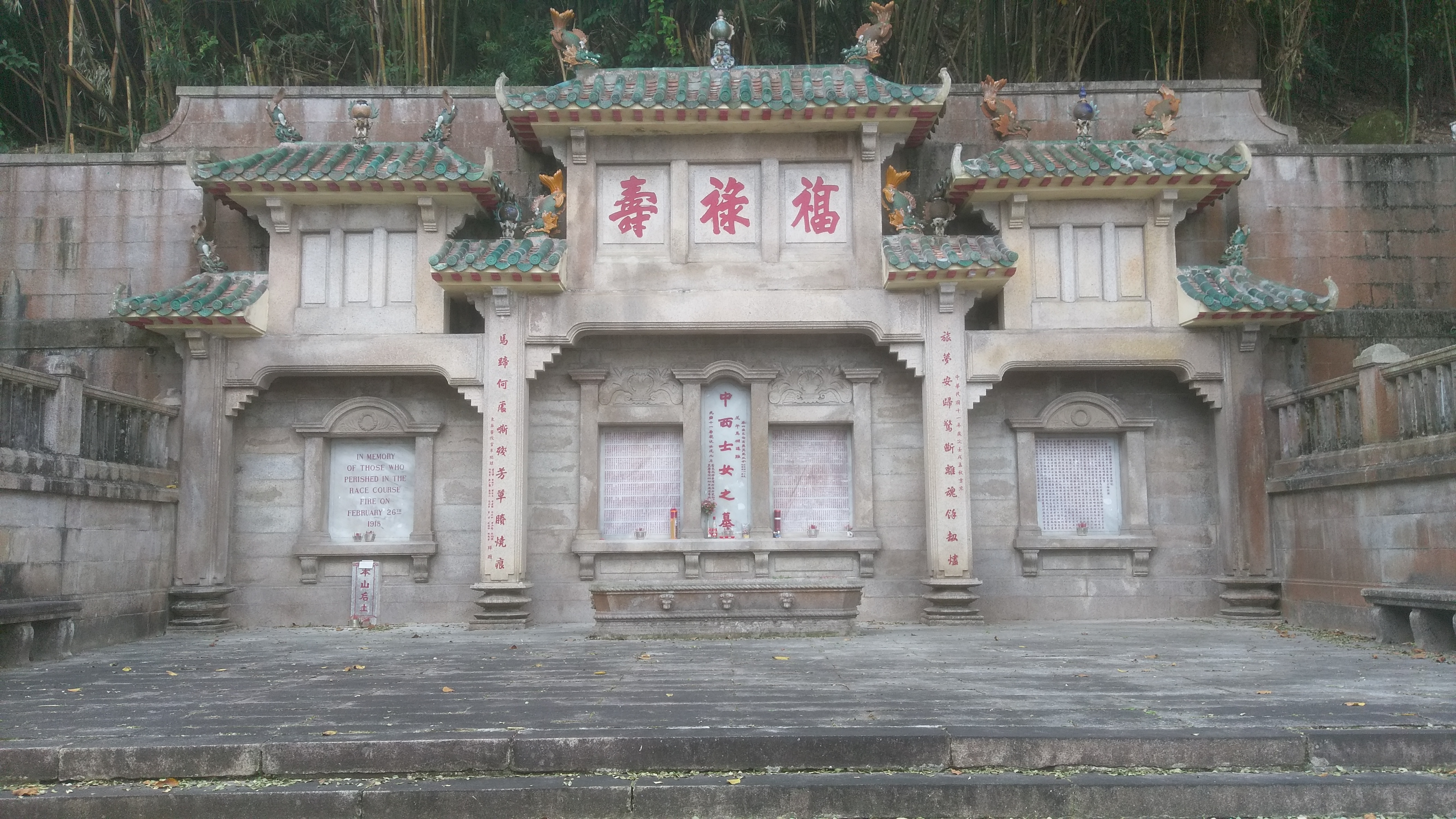
馬棚先難友紀念碑一景
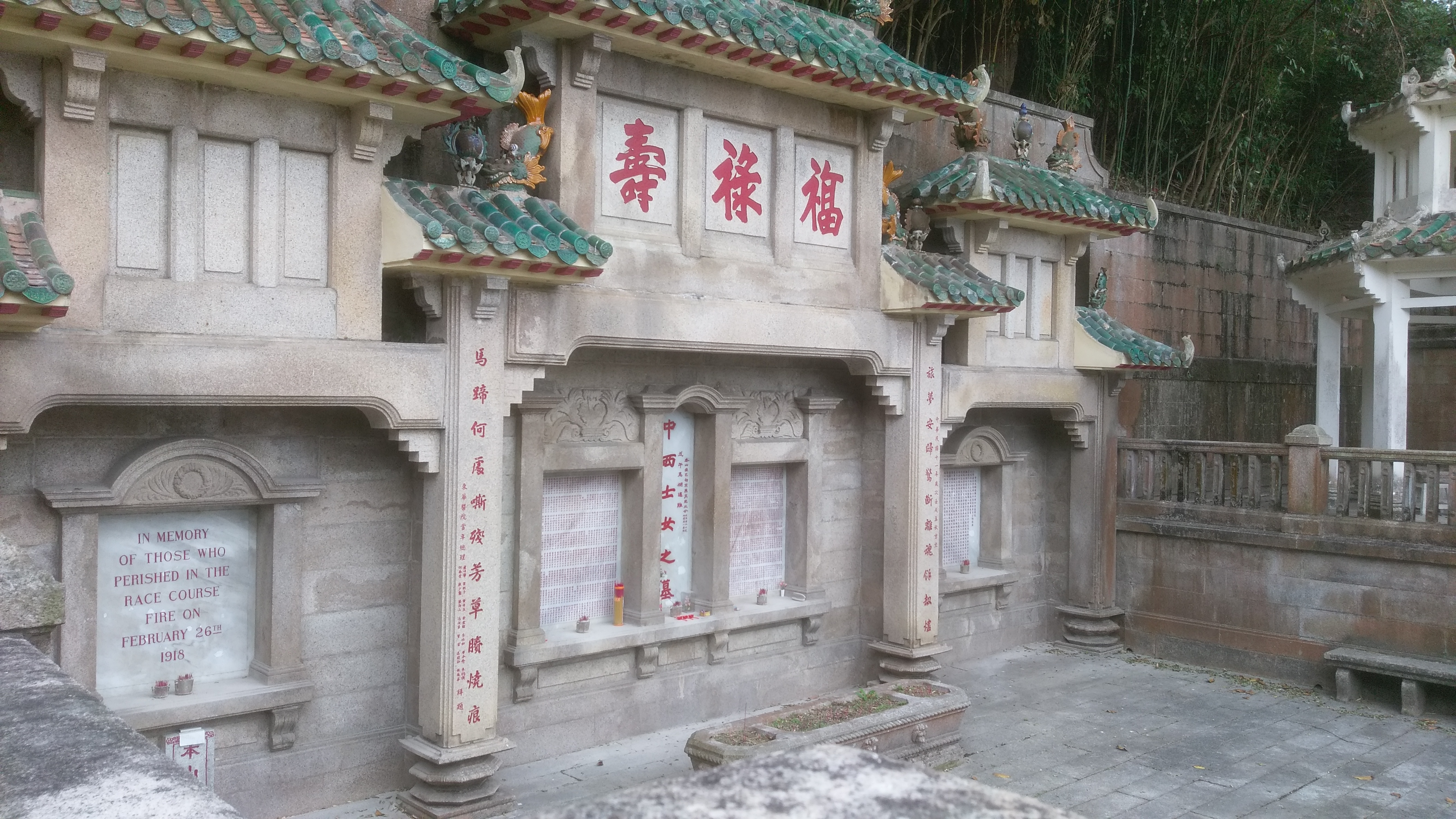
馬棚先難友紀念碑一景
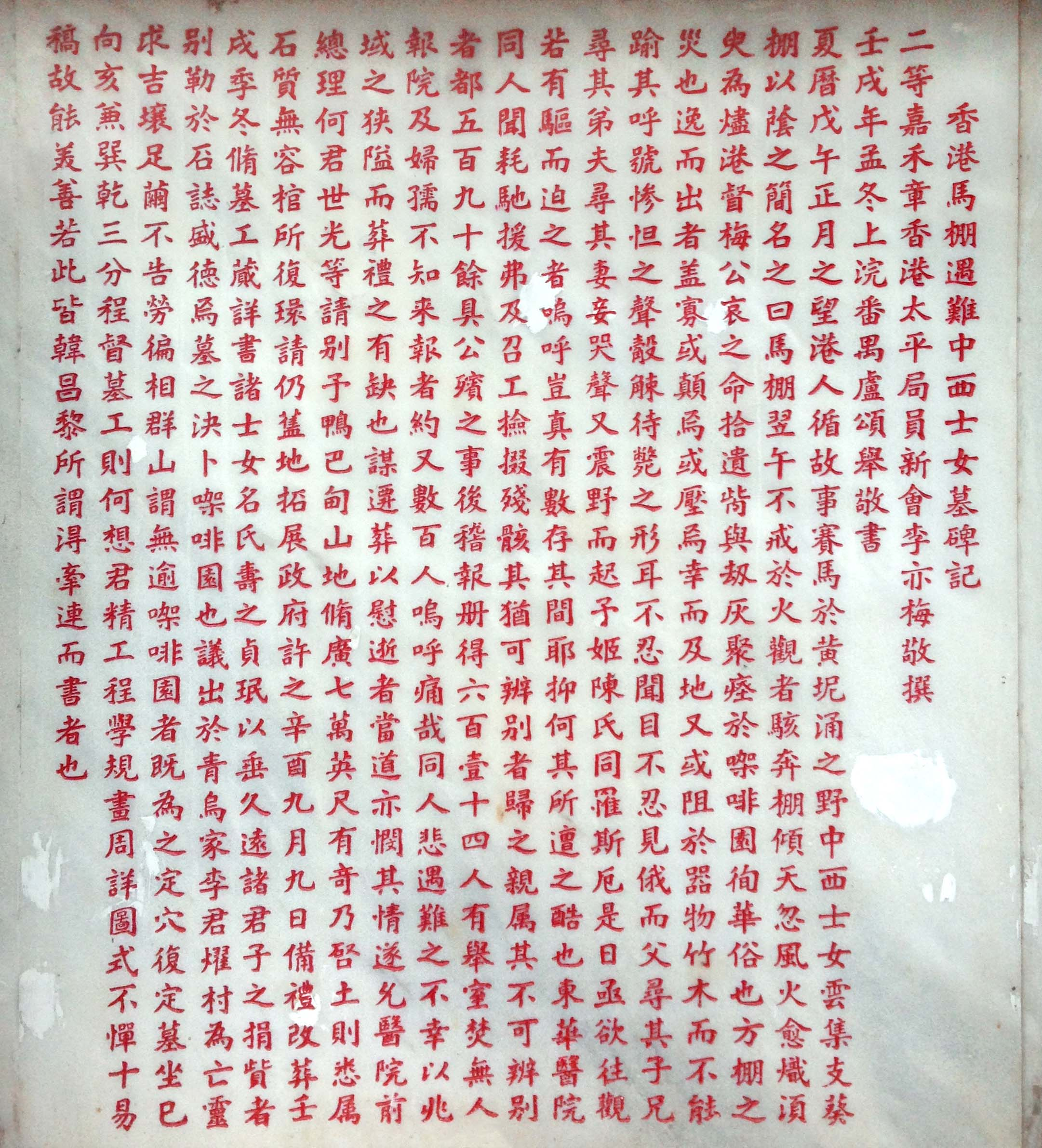
〈香港馬棚遇難中西士女墓碑記〉中文原文
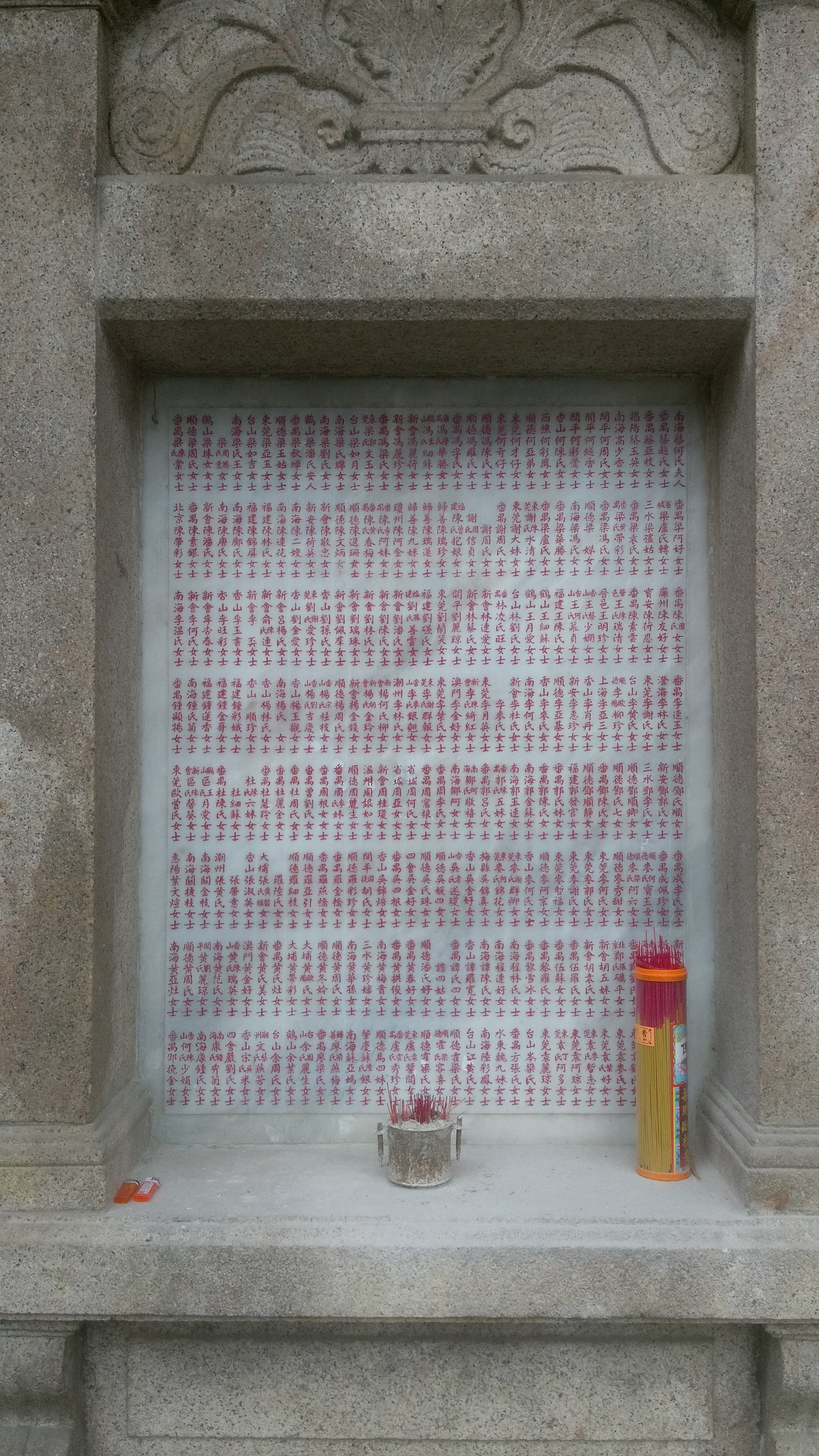
部分死難者名字
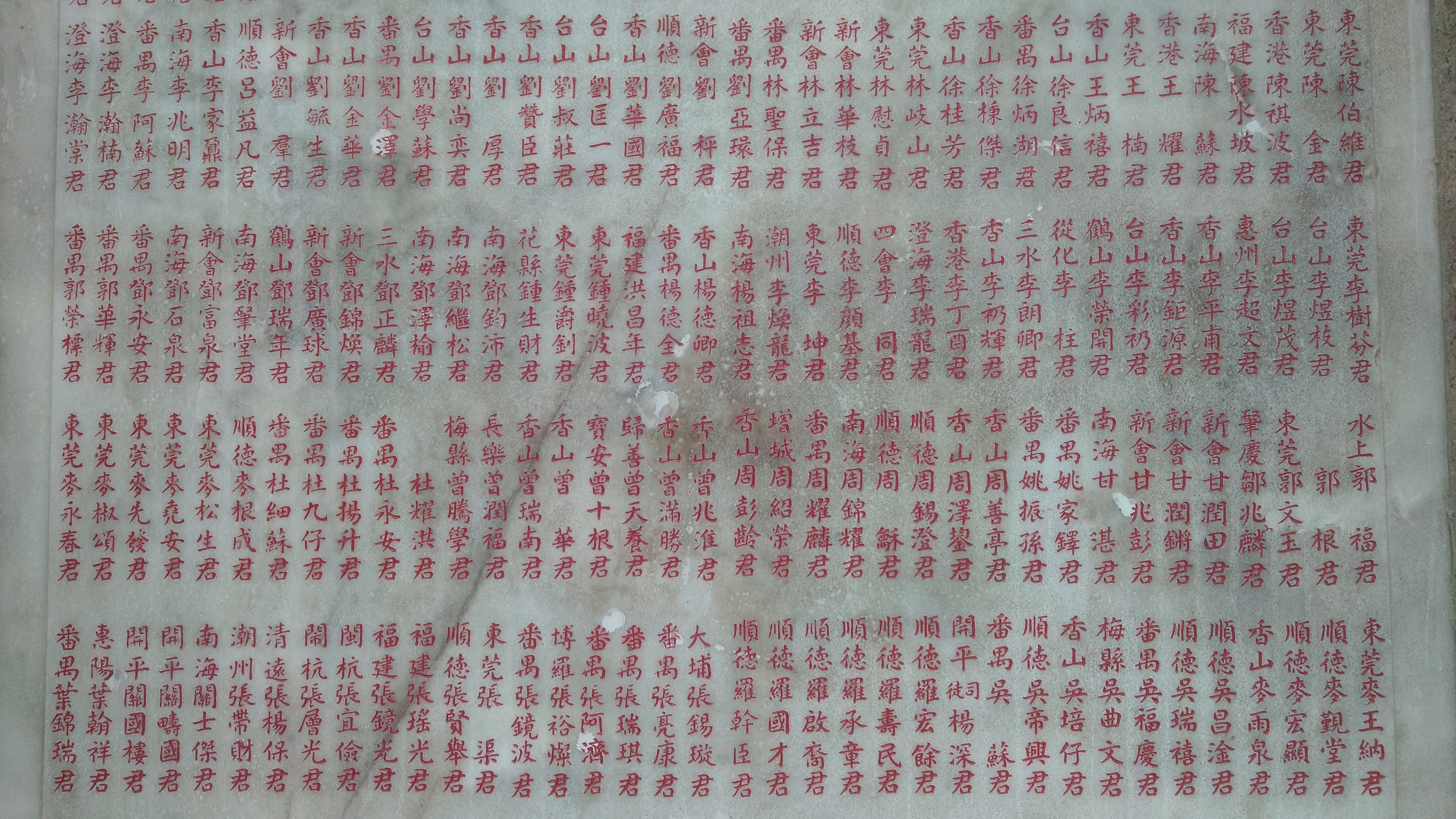
部分死難者名字

## 外部連結
- 陳天權：馬棚大火之墓 （页面存档备份，存于）